# Člunozobec africký
Člunozobec africký (Balaeniceps rex) je velký africký pták z řádu brodiví a pelikáni (Pelecaniformes), jediný zástupce čeledi člunozobcovití (Balaenicipitidae). Tento pták je známý zvláště díky svému nápadně tvarovanému zobáku. Jeho nejbližší příbuzný je kladivouš africký. 

## Popis
Na výšku dorůstá 1,2 až 1,7 m s rozpětím křídel 2,33 m a hmotností kolem 5,6 kg. Dospělý pták je šedavě modrý s výjimkou hnědé spodní strany křídel s šedým pruhem. Nejnápadnějším znakem je jeho velký plochý zobák tvarem připomínající člun, díky kterému získal i svůj český rodový název. Nápadná je také světlá chocholka na hlavě. Samec se od samice zbarvením nijak viditelně neliší, mladí ptáci jsou hnědí.

## Rozšíření
Člunozobec africký žije v rozsáhlých východoafrických bažinách, jezerech a močálech v rozmezí od Súdánu po Zambii. Od roku 2004 je v Červeném seznamu IUCN zařazen do kategorie zranitelných druhů. Nejpočetnější populace žije zatím stále v Súdánu (více než 5000 jedinců); mezi další země, kde je člunozobec africký stále nejhojněji zastoupen, patří Uganda, Tanzanie, Zambie nebo Demokratická republika Kongo. Počet volně žijících jedinců však stále klesá.

## Ekologie
Žije samotářským způsobem života, pomalu se prodírá rostlinnou vegetací rostoucí na březích bahnitých vod a vyhledává zvláště vodní živočichy, jako jsou ryby, obojživelníci nebo želvy, často však útočí i na hady, ještěrky, hlodavce a mladé ptáky. Lov člunozobce afrického se podobá způsobu lovu volavek – důkladně prozkoumává své okolí a poté, co spatří kořist, se jí zmocní rychlým škubnutím hlavou. Za potravou se vydává zvláště v noci, přes den často vysedává a odpočívá na větvích stromů.
Hnízdo z rákosu a trávy si staví na zemi a ročně do něj obvykle klade 2, vzácněji i 3 vejce, na kterých sedí přibližně 30 dnů. Mláďata jsou na svých rodičích závislá i po opuštění hnízda a pohlavně dospívají ve 3. až 4. roce života. V zajetí se může dožít až 36 let.

## Chov v zoo
Jedná se o raritní druh. V roce 2010 byl chován v pouhých 13 zoo v počtu 35 jedinců. V Evropě je chován jen ve třech zoo (stav 2019). Jedná se o českou Zoo Praha, ptačí park v německém Walsrode a belgickou zoo Pairi Daiza. Právě v posledním jmenovaném zařízení se v roce 2008 podařil světový prvoodchov. O rok později se podařil také první přirozený odchov v Lowry Parku na Floridě.

### Chov v Zoo Praha
Zoo Praha je jedinou zoo v ČR, kde je člunozobec chován. Zoo druh chová od roku 2004, kdy byly dovezeny dva páry ptáků přímo z Afriky. Jeden pár je umístěn v zázemí zoo, druhý pár (samec Korongo a samice Okomo) mají možnost vidět návštěvníci ve zrekonstruovaném prostoru bývalého zimoviště ptáků – v expozičním celku „Ptačí mokřady“ v dolní části zoo (od 11. září 2010, kdy proběhlo slavnostní zpřístupnění expozice). Člunozobci patří mezi čtyři nejcennější chované ptáky. Samec Korongo se v roce 2023 stal jednou ze zvířecích celebrit kampaně "Seznamte se".
Příběh ohrožení a ochrany tohoto nevšedního druhu přibližuje Zoo Praha v rámci kampaně Vzácní a jedineční.
Hurvínek a nezvaný host
Představení pro děti z repertoáru Divadla Spejbla a Hurvínka (premiéra 11.6.2021), v němž kromě oblíbených hlavních hrdinů vystupuje zbloudilý volně žijící člunozobec. Toto představení v letním období několika termíny hostuje přímo v pražské zoo, v prostorech Vzdělávacího centra.